# Minnie (cantante)
Nicha Yontararak (en tailandés: ณิชา ยนตรรักษ์; Bangkok, 23 de octubre de 1997), más conocida por su nombre artístico Minnie (hangul: 민니; tailandés: มินนี่), es una cantante, actriz y compositora tailandesa. Desde 2018, es miembro y vocalista principal del grupo de chicas surcoreano I-dle, el cual debutó el 2 de mayo de 2018 bajo la compañía Cube Entertainment.

## Vida y carrera

### 1997-2017: Primeros años y predebut
Minnie nació el 23 de octubre de 1997. Tiene hermanos mayores que son gemelos. Minnie ha tocado piano desde que tenía 5 años y tomado clases de canto desde los siete. Minnie cuenta que su amor por la música fue influenciado por su mamá, debido a que ella siempre veía a su mamá tocando el piano, así que ella también quiso aprender. Minnie asistió a la Academia Wattana Wittaya y estudió música en el Estudio Vocal Grammy en Tailandia. Fue porrista, baterista, actriz en una obra de teatro, y más en su escuela. Además, estudió chino por 4 años. En septiembre de 2014,  participó en The Cube Star World Audition en Tailandia y fue a Corea en 2015.
El 23 de marzo de 2016, Minnie fue revelada al público en el Instagram oficial de los aprendices de Cube. El 5 de noviembre,  fue como invitada de escenario en la presentación de Soyeon en el concierto de Unpretty Rapstar 3. En junio de 2017,  participó en un vídeo promocional para Rising Star Cosmetics junto con Yuqi y Shuhua, integrantes futuras de (G)I-dle. El mismo año, Minnie tuvo una oportunidad de presentar para Line Friends' Estrellita,¿Dónde estás? y seis canciones en Dance Party! - Children's English Songs.

### 2018–2023: Debut con (G)I-dle y colaboración
El 2 de mayo de 2018, Minnie debutó con (G)I-dle con el EP I Am y el sencillo principal, «Latata». Es conocida por su única, atractiva y relajante voz.
En el segundo EP, I Made, Minnie participó en la composición, producción y el arreglo de «Blow Your Mind» la cual fue publicada a través de To Neverland. También un vídeo dirigido por ellas mismas fue publicado. Minnie confesó que hace canciones en el piano y está tomando clases de MIDI  para mejorar su composición. Fue acreditada en la composición de «For You» para el EP del debut de (G)I-dle en Japón, Latata. En octubre de 2019, (G)I-dle participó en Queendom de Mnet. En la primera etapa preliminar, los espectadores quedaron asombrados con el intro de Minnie en tailandés para «Latata», y fue bien recibido por los espectadores en Corea del Sur y Tailandia. En la tercera preetapa del concurso, Minnie representó a (G)I-dle como vocalista en una colaboración con Hyejeong de AOA  interpretando la canción «Instagram» del cantante surcoreano Dean. La canción volvió a entrar en las listas musicales en Corea y aumentó su popularidad entre el público debido a su presentación. El 15 de octubre, se anunció que Minnie colaboraría con Wengie, una YouTuber sino-australiana para el sencillo Empire el 18 de octubre. «Empire» debutó en el puesto 22° en el World Digital Songs de Billboard.

### 2024–presente: Debut en solitario
El 2 de diciembre de 2024, Minnie y las demás integrantes de (G)I-dle oficializaron la renovación de sus contratos con Cube Entertainment. Un día después, el 3 de diciembre, fue confirmado el debut en solitario de Minnie para enero de 2025. El 7 de enero de 2025, Minnie publicó sin previo aviso el video musical de «Bilnd Eyes Red», una canción de su álbum debut. Al día siguiente anunció su primer EP Her para el 21 de enero.

## Vida personal
Minnie es políglota. Habla varios idiomas, que incluyen tailandés, inglés, coreano, japonés y mandarín. Es amiga de Lisa de Blackpink.
Ella cita a Super Junior cuyas canciones cantaba seguido mientras crecía y la dejó adentrarse en el mundo del K-Pop, así como el cantante sudafricano Troye Sivan como una de sus inspiraciones y espera poder colaborar un día con él.

## Discografía

### EP
| Título | Detalles | Mejores posiciones | Mejores posiciones | Ventas         |
| Título | Detalles | KOR                | JPN                | Ventas         |
| ------ | --- | ------------------ | ------------------ | -------------- |
| Her    | - Lanzamiento: 21 de enero de 2025 - Discográfica: Cube Entertainment - Formatos: CD, LP, descarga digital, streaming | 2                  | 46                 | - KOR: 190 000 |

### Sencillos

#### Como artista principal
| Título                          | Año  | Mejores posiciones | Álbum     |
| Título                          | Año  | COR                | Álbum     |
| ------------------------------- | ---- | ------------------ | --------- |
| «Expectations» (con Anne-Marie) | 2023 | 55                 | Unhealthy |
| «Her»                           | 2025 | 122                | Her       |

#### Como artista invitada
| Título                                                                            | Año  | Mejores posiciones | Mejores posiciones | Álbum     |
| Título                                                                            | Año  | COR                | US World           | Álbum     |
| --------------------------------------------------------------------------------- | ---- | ------------------ | ------------------ | --------- |
| «Empire» (Wengie con Minnie)                                                      | 2019 | —                  | 22                 | Sin álbum |
| «Money Honey» (F. Hero y UrboyTJ con Minnie)                                      | 2021 | —                  | —                  | Sin álbum |
| «Not OK» (Loco con Minnie)                                                        | 2023 | 195                | —                  | Weak      |
| «—» indica que el lanzamiento no fue lanzado o no se posicionó en ese territorio. |      |                    |                    |           |

#### Sencillos promocionales
| Título             | Año  | Mejores posiciones | Álbum     |
| Título             | Año  | KOR Down.          | Álbum     |
| ------------------ | ---- | ------------------ | --------- |
| «Pink Your Moment» | 2023 | 109                | Sin álbum |

#### Bandas sonoras
| Título                                                                            | Año  | Mejores posiciones | Álbum                       |
| Título                                                                            | Año  | COR                | Álbum                       |
| --------------------------------------------------------------------------------- | ---- | ------------------ | --------------------------- |
| «Getaway»                                                                         | 2020 | —                  | My Dangerous Wife OST       |
| «We Already Fell in Love» (con Miyeon)                                            | 2020 | —                  | Do Do Sol Sol La La Sol OST |
| «Saying Hello» (너의 하루를 묻고 싶어)                                            | 2022 | —                  | Link: Eat, Love, Kill OST   |
| «In the Novel»                                                                    | 2023 | —                  | It Was All a Mistake OST    |
| «Timing» (타이밍)                                                                 | 2023 | —                  | A Good Day to Be a Dog OST  |
| «Like a Dream» (꿈결같아서)                                                       | 2024 | 65                 | Lovely Runner OST           |
| «Answer»                                                                          | 2025 | —                  | Love Scout OST              |
| «Draw the Moon» (달이 그려지다) (con Miyavi)                                      | 2025 | —                  | Myst, Might, Mayhem OST     |
| «Breath» (숨)                                                                     | 2025 | —                  | Resident Playbook OST       |
| «—» indica que el lanzamiento no fue lanzado o no se posicionó en ese territorio. |      |                    |                             |

#### Otras canciones en listas
| Título                                                                                       | Año  | Mejores posiciones | Álbum |
| Título                                                                                       | Año  | COR                | Álbum |
| -------------------------------------------------------------------------------------------- | ---- | ------------------ | ----- |
| «Thief» (도둑놈) (Heize con Minnie)                                                          | 2022 | 199                | Undo  |
| «Everytime» (Yuqi con Minnie)                                                                | 2024 | —                  | Yuq1  |
| «Blind Eyes Red»                                                                             | 2025 | —                  | Her   |
| «Drive U Crazy» (con Yuqi)                                                                   | 2025 | —                  | Her   |
| «Cherry Sky»                                                                                 | 2025 | —                  | Her   |
| «Valentine's Dream»                                                                          | 2025 | —                  | Her   |
| «It's Okay» (익숙해)                                                                         | 2025 | —                  | Her   |
| «Obsession» (con Ten)                                                                        | 2025 | —                  | Her   |
| «—» indica que el lanzamiento no se posicionó en la lista o no se publicó en ese territorio. |      |                    |       |

### Créditos de composición
Todos los créditos de las canciones están ajustados a la base de datos de la Korea Music Copyright Association, a menos que se indique lo contrario.
| Título                     | Año  | Artista           | Álbum                                 | Letras | Música | Arreglo |
| -------------------------- | ---- | ----------------- | ------------------------------------- | ------ | ------ | ------- |
| «Blow Your Mind»           | 2019 | (G)I-dle          | I Made                                | Yes    | Yes    | Yes     |
| «For You»                  | 2019 | (G)I-dle          | Latata                                | Yes    | Yes    | Yes     |
| «Empire»                   | 2019 | Wengie con Minnie | Sin álbum                             | Yes    | No     | No      |
| «Show»                     | 2020 | (G)I-dle          | Two Yoo Project Sugar Man 3 Episode 8 | No     | No     | Yes     |
| «I'm the Trend»            | 2020 | (G)I-dle          | Dumdi Dumdi                           | Yes    | Yes    | No      |
| «Tung Tung (Empty)»        | 2020 | (G)I-dle          | Oh My God                             | Yes    | Yes    | Yes     |
| «Moon»                     | 2021 | (G)I-dle          | I Burn                                | No     | Yes    | Yes     |
| «Dhalia»                   | 2021 | (G)I-dle          | I Burn                                | Yes    | Yes    | No      |
| «Already»                  | 2022 | (G)I-dle          | I Never Die                           | Yes    | Yes    | Yes     |
| «Escape»                   | 2022 | (G)I-dle          | I Never Die                           | Yes    | Yes    | No      |
| «Change»                   | 2022 | (G)I-dle          | I Love                                | Yes    | Yes    | No      |
| «Sculpture»                | 2022 | (G)I-dle          | I Love                                | Yes    | Yes    | No      |
| «Lucid»                    | 2023 | (G)I-dle          | I Feel                                | Yes    | Yes    | No      |
| «Paradise»                 | 2023 | (G)I-dle          | I Feel                                | Yes    | Yes    | No      |
| «Vision»                   | 2024 | (G)I-dle          | 2                                     | Yes    | Yes    | No      |
| «7Days»                    | 2024 | (G)I-dle          | 2                                     | Yes    | Yes    | No      |
| «Bloom»                    | 2024 | (G)I-dle          | I Sway                                | Yes    | Yes    | No      |
| «Blind Eyes Red»           | 2025 | Ella misma        | Her                                   | Yes    | No     | No      |
| «Her»                      | 2025 | Ella misma        | Her                                   | Yes    | Yes    | No      |
| «Drive U Crazy» (con Yuqi) | 2025 | Ella misma        | Her                                   | Yes    | No     | No      |
| «Cherry Sky»               | 2025 | Ella misma        | Her                                   | Yes    | Yes    | No      |
| «Valentine's Dream»        | 2025 | Ella misma        | Her                                   | Yes    | Yes    | No      |
| «It's Okay»                | 2025 | Ella misma        | Her                                   | Yes    | Yes    | No      |
| «Obssesion» (con Ten)      | 2025 | Ella misma        | Her                                   | Yes    | Yes    | No      |

## Videografía

### Videos musicales
| Título                       | Año  | Director(es)            | Ref.   |
| ---------------------------- | ---- | ----------------------- | ------ |
| «Empire» (Wengie con Minnie) | 2019 | Choi Hyo-bin (Gravitas) | [ 50 ] |
| «Blind Eyes Red»             | 2024 | Eehosoo (Cpbeq)         | [ 51 ] |

## Filmografía

### Televisión
| Año  | Título          | Red     | Notas               | Ref.   |
| ---- | --------------- | ------- | ------------------- | ------ |
| 2019 | Five Actors     | MBN     | Miembro del reparto | [ 52 ] |
| 2021 | So Not Worth It | Netflix | Miembro del reparto | [ 53 ] |

### Programas de variedades
| Año  | Título              | Red | Notas                                          | Ref.   |
| ---- | ------------------- | --- | ---------------------------------------------- | ------ |
| 2021 | King of Mask Singer |     | (ep. #295-296) - concursó como "Blood Cockles" | [ 54 ] |